# The Documentary 2
The Documentary 2 ist das sechste Studioalbum des US-amerikanischen Rappers The Game und eine Fortsetzung zu Games bisher kommerziell erfolgreichstem Vorgänger The Documentary. Veröffentlicht wurde der Tonträger als Doppelalbum, beide CDs kamen separat und mit einer Woche Abstand zueinander auf den Markt. The Documentary 2 erschien zuerst und am 9. Oktober 2015 über Blood Money Entertainment und eOne Music, während The Documentary 2.5 eine Woche später am 16. Oktober 2015 veröffentlicht wurde. The Documentary 2 chartete in den deutschen Albumcharts auf Platz 22, die eine Woche später erschienene Fortsetzung The Documentary 2.5 hingegen landete auf dem 45. Platz.
Wie auch bei Games Alben zuvor, sind auch hier wieder namhafte Gäste wie zum Beispiel Dr. Dre, Ice Cube, Snoop Dogg, Kendrick Lamar, Drake, Future, Nas, Busta Rhymes, will.i.am, YG, Lil Wayne und Kanye West vertreten.

## Hintergrund
In einem Interview mit dem Radiosender KPWR im Juni 2015 erklärte The Game, dass das Album „zu 90 Prozent“ fertig sei, er aber noch auf Dr. Dres Rückkehr aus seinem Urlaub warte, um das Album schließlich zu vollenden. Zudem sagte er, dass seine Kinder seine Motivation seien, das Album abzuschließen. Anschließend sprach er von seiner Zuversicht, über die Jahre als Rapper gereift zu sein: „Ich hörte mein erstes Album und jeder denkt ‚Das ist echt geil‘, aber ich denke, dass ich besser bin als damals. Ich hörte das Album und hörte all meine Mängel meines jüngeren Ichs, und ich denk mir so: ‚Mann, so einen Song würde ich heute niemals machen!‘“ Produzent Dr. Dre bezeichnete The Documentary 2 als „das beste Rap-Album der letzten fünf Jahre“. Am 21. Juli 2015 verriet The Game, dass P. Diddy ihm gesagt habe, dass The Documentary 2 „das beste Album bisher“ sei.

## Produktion
Am 12. April 2015 veröffentlichte The Game ein Video mit dem Titel The Making of The Documentary 2, darin ist The Game im Studio bei der Aufnahme des Songs Soundtrack zusammen mit Meek Mill zu sehen. In dem Video sind außerdem noch Cool & Dre und Travis Scott zu sehen. Während des BET Awards 2015 gab The Game bekannt, dass er mit folgenden Produzenten an seinem neuen Album zusammen arbeiten werde: Timbaland, Swizz Beatz, Pharrell Williams, DJ Premier, The Alchemist, Jahlil Beats, Just Blaze, Scott Storch und Mike Will Made It. Außerdem sagte er, dass er eine ganze Woche im Studio mit Kanye West verbracht hat.
Später tauchten Ausschnitte eines Videos auf, in der The Game mit Kendrick Lamar zu sehen ist. Joe Moses, Jay 305 und Skeme sind in diesem Video ebenfalls zu sehen. Viele Internetseiten veröffentlichten vor der Erscheinung des Albums mögliche Titellisten für The Documentary 2 (bzw. The Documentary 2.5), doch keines davon wurde offiziell bestätigt. Am 21. Juli 2015 postete The Game über sein Instagram-Profil ein Foto, in dem er, auf der Toilette sitzend, einen Song aufnimmt. Ein paar Tage später postete er erneut ein Foto, welches ihn mit Tyrese Gibson im Studio zeigt.

## Vermarktung
Am 28. August 2014 gab The Game bekannt, dass The Documentary 2 am 18. Januar 2015 auf den Markt kommen wird. Zuvor erschien, datiert am 14. Oktober 2014, die Kompilation Blood Moon: Year of the Wolf. Am 30. Januar 2015 kam, nach einer Verspätung, ein Bild mit Dr. Dre, The Game und Ice Cube, veröffentlicht in Instagram. Am 12. März 2015 gab The Game bekannt, dass The Documentary 2 am 30. Juni 2015, dem Geburtstag seines ältesten Sohnes, auf den Markt kommen wird. In einem Interview mit Miss Info sprach Game über die Veröffentlichung des Albums und sagte, dass der Zeitpunkt der Veröffentlichung, 10 Jahre nach dem ersten Teil, die richtige Entscheidung wäre. Am 28. Juni 2015 änderte sich das Erscheinungsdatum jedoch, nun wurde bekannt gegeben, dass das Album am 7. August 2015 veröffentlicht wird. Die Einzelhandelskette Target Corporation begann anschließend, das Album in seinen Läden zu promoten. Auf dem Cover des Albums war zu sehen, dass das Album am 28. August 2015 auf den Markt kommt. Am 30. August 2015 veröffentlichte Game das Cover für das Album und benannte den 25. September 2015 als das neue Erscheinungsdatum. Am 9. September 2015 wurde bekannt, dass das Album am 9. Oktober 2015 veröffentlicht wird. Am 18. September 2015 konnte man The Documentary 2 erstmals vorbestellen, auch die Titelliste wurde nun offiziell verkündet. Am 22. September 2015 erklärte The Game, dass The Documentary 2 ein Doppelalbum sein werde, mit insgesamt 38 Songs. Zudem verkündete er, dass die erste CD am 9. Oktober 2015 und die zweite CD am 16. Oktober 2015, also eine Woche später, erscheinen werde. Nach der Veröffentlichung der ersten CD erschien eine Dokumentation mit dem Namen The Documentary 2: The Making of the Album, in der Videos und Mitschnitte aus der Entstehung des Albums zu sehen sind.

## Titelliste
The Documentary 2:
| #   | Titel                                              | Produzent                  | Länge |
| --- | -------------------------------------------------- | -------------------------- | ----- |
| 1.  | Intro                                              | The Mekanics               | 0:58  |
| 2.  | On Me (feat. Kendrick Lamar)                       | Bongo · Pops               | 4:45  |
| 3.  | Step Up (feat. Dej Loaf und Sha Sha)               | Bongo                      | 2:47  |
| 4.  | Don't Trip (feat. Ice Cube, Dr. Dre und will.i.am) | will.i.am                  | 4:59  |
| 5.  | Standing on Ferraris (feat. P. Diddy)              | Jahlil Beats               | 4:11  |
| 6.  | Dollar and a Dream (feat. Ab-Soul)                 | Cool & Dre · Just BonaFide | 5:52  |
| 7.  | Made in America (feat. Mvrcus Blvck)               | Bongo                      | 3:14  |
| 8.  | Hashtag (feat. Jelly Roll)                         | Bongo · Jelly Roll         | 2:59  |
| 9.  | Circles (feat. Q-Tip, Eric Bellinger und Sha Sha)  | Bongo · Flippa · JProof    | 4:11  |
| 10. | Uncle Skit                                         | Stat Quo · The Game        | 2:04  |
| 11. | Dedicated (feat. Future und Sonyae)                | Bongo · Hit-Boy            | 5:45  |
| 12. | Bitch You Ain't Shit                               | Caviar                     | 3:05  |
| 13. | Summertime (feat. Jelly Roll)                      | Mike WiLL Made It          | 3:43  |
| 14. | Mula (feat. Kanye West)                            | Sevn Thomas · Boi-1da      | 3:55  |
| 15. | The Documentary 2                                  | DJ Premier                 | 4:38  |
| 16. | New York, New York                                 | StreetRunner · Azzouz      | 2:21  |
| 17. | 100 (feat. Drake)                                  | Cardo · Juliano            | 5:34  |
| 18. | Just Another Day                                   | Bongo                      | 3:50  |
| 19. | LA (feat. Snoop Dogg, will.i.am und Fergie)        | will.i.am                  | 5:27  |

The Documentary 2.5:
| #   | Titel                                                                                        | Produzent                       | Länge |
| --- | -------------------------------------------------------------------------------------------- | ------------------------------- | ----- |
| 1.  | New York Skit                                                                                | Stat Quo · The Game             | 2:34  |
| 2.  | Magnus Carlsen (feat. Anderson Paak)                                                         | Bongo                           | 5:29  |
| 3.  | Crenshaw / 80s and Cocaine (feat. Anderson Paak und Sonyae)                                  | Fredwreck · THX · Travis Barker | 4:35  |
| 4.  | Gang Bang Anyway (feat. Jay Rock und Schoolboy Q)                                            | Bongo                           | 5:05  |
| 5.  | The Ghetto (feat. Nas und will.i.am)                                                         | will.i.am                       | 6:01  |
| 6.  | From Adam (feat. Lil Wayne)                                                                  | Cool & Dre                      | 3:45  |
| 7.  | Gang Related (feat. Asia Bryant)                                                             | Bongo                           | 4:09  |
| 8.  | Last Time You Seen (feat. Scarface und Stacy Barthe)                                         | S1 · G Koop                     | 3:50  |
| 9.  | Intoxicated (feat. Deion)                                                                    | DJ Khalil                       | 3:04  |
| 10. | Quik's Groove (The One) (featuring DJ Quik, Sevyn Streeter und Micah)                        | DJ Quik                         | 5:41  |
| 11. | Outside (feat. E-40, Mvrcus Blvck und Lil E)                                                 | Travis Barker · Kevin Bivona    | 4:00  |
| 12. | Up on the Wall (feat. Problem, Ty Dolla Sign und YG)                                         | Battlecat                       | 5:05  |
| 13. | Sex Skit                                                                                     | Bongo                           | 2:51  |
| 14. | My Flag / Da Homies (feat. Ty Dolla Sign, Jay305, AD, Mitchy Slick, Joe Moses, RJ und Skeme) | DJ Mustard                      | 6:37  |
| 15. | Moment of Violence (feat. King Mez, JT und Jon Connor)                                       | Mike & Keys · DJ Khalil         | 3:22  |
| 16. | Like Father, Like Son 2 (feat. Busta Rhymes)                                                 | The Alchemist                   | 4:44  |
| 17. | Life                                                                                         | Tone Mason                      | 2:58  |

iTunes-Bonus-Lied:
| #   | Titel                   | Produzent                 | Länge |
| --- | ----------------------- | ------------------------- | ----- |
| 18. | El Chapo (mit Skrillex) | Mr. Bangladesh · Skrillex | 3:40  |

## Charts
The Documentary 2:
| Land (2015)                        | Platzierung |
| ---------------------------------- | ----------- |
| Deutschland (GfK Entertainment)    | 22          |
| Österreich (Ö3 Austria Top 40)     | 32          |
| Schweiz (Schweizer Hitparade)      | 9           |
| Vereinigtes Königreich (OCC)       | 4           |
| Vereinigte Staaten (Billboard 200) | 2           |

The Documentary 2.5:
| Land (2015)                        | Platzierung |
| ---------------------------------- | ----------- |
| Deutschland (GfK Entertainment)    | 45          |
| Schweiz (Schweizer Hitparade)      | 20          |
| Vereinigtes Königreich (OCC)       | 23          |
| Vereinigte Staaten (Billboard 200) | 6           |

## Kritik
| Professionelle Bewertungen | Professionelle Bewertungen |
| -------------------------- | -------------------------- |
| Kritiken                   |                            |
| Quelle                     | Bewertung                  |
| laut.de                    | [ 20 ]                     |
| Metacritic                 | 86/100                     |
| Allmusic                   | [ 22 ]                     |
| Billboard                  | [ 23 ]                     |
| NOW                        | [ 24 ]                     |
| RapReviews                 | 9/10                       |
| HipHopDX                   | [ 26 ]                     |
| Consequence of Sound       | B                          |
| The Source                 | [ 28 ]                     |
| XXL                        | [ 29 ]                     |
| Zumic                      | [ 30 ]                     |

The Documentary 2 sowie The Documentary 2.5 erhielt von der Fachpresse unterschiedliche Kritiken. Ian Cohen von Pitchfork gab dem Album 7.2 Punkte und schrieb, dass The Documentary 2 sich musikalisch kaum von den Vorgängeralben LAX, The R.E.D. Album oder Jesus Piece unterscheiden würde. Demnach sei es zweifelhaft, das Album als Nachfolger von The Documentary zu betrachten. Die Gäste auf dem Album würden mit The Game kaum harmonieren, einzig Drake und Kendrick Lamar hob Cohen hervor. Allerdings verstehe es The Game nach wie vor, Gangster-Rap im Westcoast-Stil zu produzieren. Mit The Documentary 2 sei The Game zur richtigen Zeit am richtigen Ort.
Redakteur Alexander Austel von laut.de gab dem Album drei von fünf möglichen Punkten und fand, dass der Zeitpunkt, das Album zu veröffentlichen, klug gewählt sei (das Album kam kurz nach der Verfilmung des Werdegangs der Rapgruppe N.W.A auf den Markt). Weiterhin schrieb er, dass The Game „niemals auf einer Stufe mit seinen Idolen“ stehen werde. Dazu sei er „vielleicht einfach zu sehr Fan“ und „zu nah dran“, um „einen echten Klassiker“ zu produzieren. Dennoch bewahre er sich seinen eigenen Stil, seine Reimtechnik und Thematik. Abschließend schrieb Austel: „Sich über die übertrieben lange Spielzeit von 73 Minuten zu ärgern, mag zu Teilen einer gewissen Ungeduld meinerseits geschuldet sein. Aber auch der Tatsache, dass es nur zu einer knapp überdurchschnittlichen Rap-Platte gereicht hat. Es gibt einfach so viel spannendere Themen an der sonnigen Westküste als einen streckenweise sehr guten Rapper in Normalform.“
Sebastien Francois gab The Documentary 2 vier von fünf möglichen Punkten und bezeichnete es als eines der besten Rap-Alben 2015. Die Produktion sei „großartig“, allerdings auch etwas eintönig. The Games kontinuierliche Verwendung des Kraftausdrucks „Bitch“ und seine Gang-Zugehörigkeit zu erwähnen sei mittlerweile etwas zu monoton. Dennoch sei The Documentary 2 alles in allem unterhaltsam und könne auch als The Games „magnum opus“ bezeichnet werden. The Documentary 2.5 hingegen erhielt 4.5 Punkte von Francois mit der Anmerkung, dass letzteres ihm insgesamt besser gefiele als das eine Woche zuvor erschienene Exemplar. Neu seien die Funk-Elemente, die es bei keinem Game-Album zuvor geben würde.